# Magna Carta

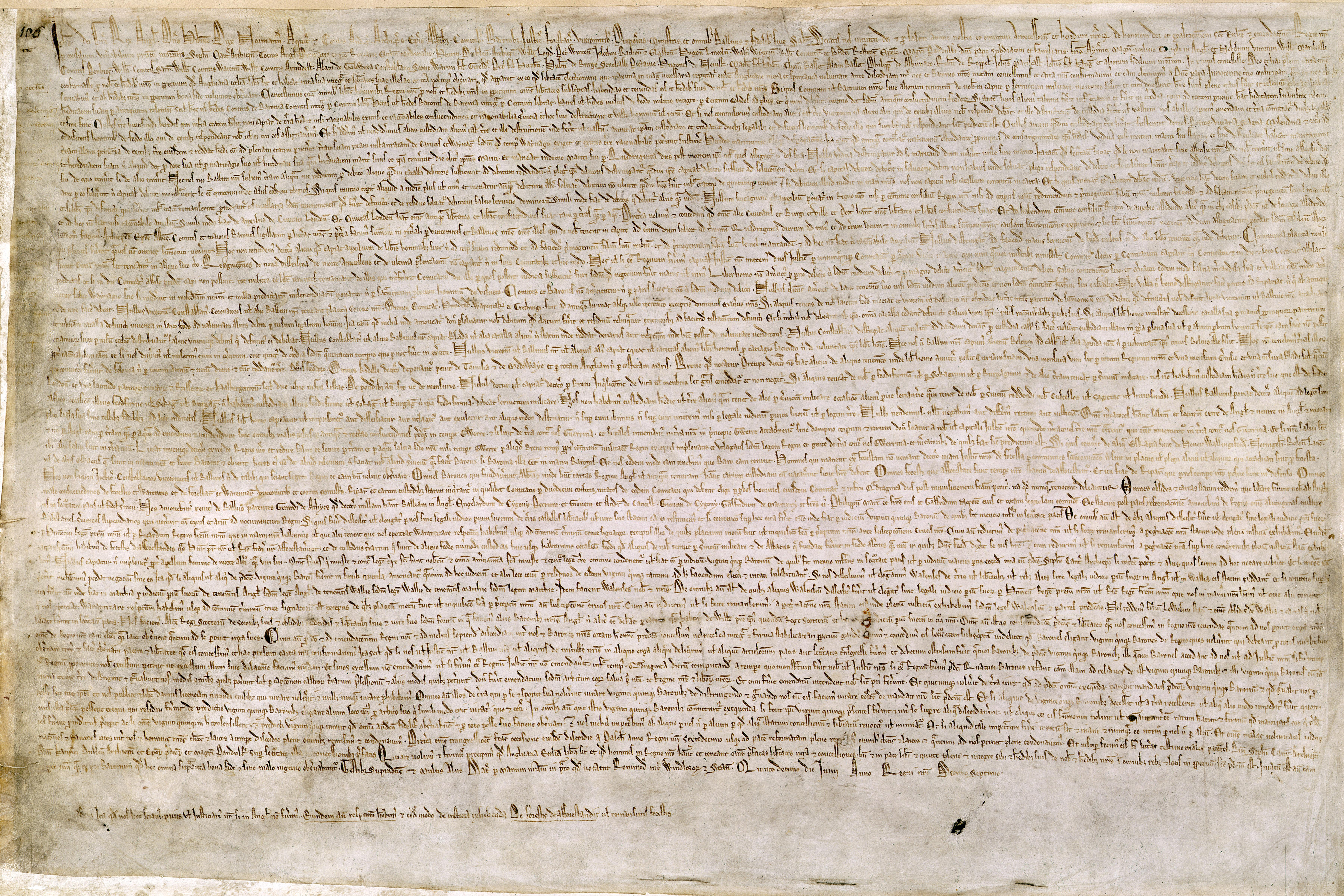
Ein Original der Magna Carta von 1215 (London, British Library, Cotton MS. Augustus II. 106)

Die Magna Carta (auch Magna Charta), Langform Magna Carta Libertatum (lateinisch für „große Urkunde der Freiheiten“; deutsch auch Der Große Freibrief), ist eine von König Johann Ohneland zu Runnymede in England am 15. Juni 1215 besiegelte Vereinbarung mit dem revoltierenden englischen Adel. Sie gilt als die wichtigste Quelle des englischen Verfassungsrechts. Ein bedeutender Teil der Magna Carta ist eine wörtliche Kopie der Charter of Liberties Heinrichs I. von 1100, die dem englischen Adel bereits entsprechende Rechte gewährte. Die Magna Carta verbriefte grundlegende politische Freiheiten des Adels gegenüber dem englischen König, dessen Land seinerzeit Lehen des Papstes Innozenz III. war. Der Kirche wurde die Unabhängigkeit von der Krone garantiert. Das Dokument wurde vom König nur auf erheblichen Druck der Barone angenommen.

## Hintergrund: Entwicklung des Feudalismus in England

### Normannische Herrschaft
Der erste normannische König Englands, Wilhelm der Eroberer, ersetzte nach der Eroberung Englands 1066 die freien skandinavischen Gesellschaftsformen und den angelsächsischen Feudalismus durch feudale Grundherrschaft nach normannischem Vorbild. Vor allem in den skandinavisch besiedelten Gebieten Nordenglands gab es überdurchschnittlich viele freie Bauern und ganze Ortschaften, die keinen Herrn hatten. Zudem war es üblich, dass Bauern das Recht hatten, mitsamt ihrem Grundbesitz ihren Grundherren zu wechseln.
Diese Privilegien fielen im normannischen Feudalsystem weg, alle ehemals freien Bauern wurden Hörige. Der angelsächsische Feudalismus war geprägt von der Einteilung des Königreichs in Grafschaften (englisch Shires), in denen je ein Vogt (englisch shire reeve, verkürzt zu Sheriff) für die Aufrechterhaltung der öffentlichen Ordnung und Gerichtsführung zuständig war. Die Grafschaften waren in zuletzt sechs großen Earldoms zusammengefasst, über die die Earls stellvertretend für den König herrschten. Diese Earldoms zerschlug Wilhelm und beließ lediglich die Grafschaften.
Durch die stückchenweise Eroberung Englands im Zuge der Niederschlagung kleinerer Erhebungen enteignete Wilhelm die alteingesessenen Grundbesitzer und ersetzte sie durch normannische Gefolgsleute. Dieses Vorgehen hatte zur Folge, dass die Besitzungen der Barone weit verstreut und in unterschiedlichen Grafschaften lagen. Dadurch sorgte Wilhelm dafür, dass keiner der Barone mächtig genug werden konnte, um den König herauszufordern. Die Funktion der Sheriffs als Richter ergänzte er um die Verwaltungsaufgaben der normannischen vicomtes (Grafen), denen vor allem das Einziehen von Steuern oblag. Die starken Sheriffs waren eine wichtige Stütze des englischen Königreichs, denn sie ermöglichten neben der indirekten Herrschaft durch die Bande zwischen König und Vasallen auch eine direkte Einflussnahme.
Im Streit um die Nachfolge Wilhelms II. konnte sich Heinrich I. nur gegen seinen Bruder Robert durchsetzen, weil er den Baronen vor seiner Krönung mit der Charter of Liberties umfassende Freiheiten und Privilegien zusicherte und damit seine eigene Macht minderte.
Heinrich gelang es in seiner Regierungszeit dennoch, die königliche Macht zu erhalten und mit der Schaffung des Schatzamtes (Exchequer) den Grundstein für eine Verwaltung zu legen, die vom königlichen Hofstaat unabhängig war und auch in seiner Abwesenheit funktionierte.
Unter der Herrschaft seines Nachfolgers, Stephan von Blois, brach dagegen weitgehendes Chaos aus: Stephan kämpfte im englischen Bürgerkrieg von 1134 bis 1154 gegen Mathilde um den englischen Thron. Die Adeligen begannen in diesen unruhigen Zeiten, eigene Armeen aufzustellen und Burgen zu bauen, untergruben die königliche Macht und festigten die Herrschaft über ihre eigenen Besitzungen.

### Herrschaft der Plantagenets: Machtbeschneidung der Barone
Als mit Heinrich II. 1154 der erste König aus dem Hause Plantagenet den englischen Thron bestieg und somit westfranzösische und englische Territorien zum Angevinischen Reich vereinte, änderte sich dies: Schon kurz nach seiner Krönung beschnitt er die gewachsene Macht der Barone, ließ die unerlaubt gebauten Burgen belagern und gleichzeitig eigene Festungen bauen, sodass bis zum Ende des 12. Jahrhunderts die Hälfte aller englischen Burgen dem König gehörte. Heinrich ergänzte das Feudalsystem um eine effiziente Verwaltung mit Beamten, die unabhängig vom königlichen Hof arbeiten konnte. Damit schuf Heinrich ein Instrument, mit dessen Hilfe er mehr Macht über seine Barone ausüben und ihnen größere finanzielle Lasten aufbürden konnte, womit die Privilegien der Barone schwanden. Auch die Rechtsprechung nahm er den Baronen aus den Händen; verhandelt wurde nur noch vor königlichen Gerichtshöfen, deren Einnahmen in die Staatskasse flossen.
Diese Maßnahmen waren auch in den anderen westeuropäischen Monarchien der Zeit anzutreffen, hatten jedoch in England eine stärkere Wirkung als anderswo. Unter Heinrichs Herrschaft wandelte sich das Verhältnis zwischen den Baronen und dem König von einem Vasallenverhältnis, in dem die Barone dem König durch persönliche Treue verbunden waren, zu einem Verhältnis, in dem die Barone die höchsten Landpächter des Königs waren. Die alten königlichen Rechte auf finanzielle Hilfen wuchsen sich zu einem Steuersystem aus, die ehemals persönliche Verpflichtung der Barone, dem König im Krieg zu dienen, wurde durch ein System ersetzt, in dem die Barone entweder Geld oder Soldaten für Armeen zur Verfügung stellten, die über lange Zeiträume hinweg auf dem Kontinent eingesetzt wurden. Die Verwaltung arbeitete auch in Abwesenheit der Könige effizient, denn Heinrich II. und sein Nachfolger Richard Löwenherz hielten sich die meiste Zeit in Frankreich auf und nutzten das wohlhabende England zur Finanzierung ihrer Kriege auf dem europäischen Festland.

## Der Weg zur Magna Carta unter König Johann

### Verlust der Normandie und weiterer Besitzungen in Frankreich
König Johann verbrachte nach dem Verlust weiter Teile seiner französischen Besitzungen im Krieg mit Frankreich wesentlich mehr Zeit mit der Regierung von England, als es sein Bruder Richard Löwenherz oder sein Vater Heinrich II. vor ihm getan hatten. Die direkte Herrschaft des Königs rief deshalb den Unmut vieler Barone hervor, die seit dem Bürgerkrieg unter König Stephan und der langen, durch ihre Kriege in Frankreich bedingten Abwesenheit der Könige Heinrich II. und Richard Löwenherz eine weitgehende Autonomie gewohnt waren. Johanns Herrschaft wies dazu zunehmend tyrannische Züge auf. Seine erfolglosen Feldzüge zur Rückgewinnung seiner verlorenen Besitzungen in Frankreich verschlangen sehr viel Geld, und durch eine Inflation wurde die Finanzkrise des Königs noch verstärkt. Johann erhob deshalb von seinen Baronen innerhalb von 15 Jahren elf- oder zwölfmal ein Schildgeld.
Sein Bruder Richard hatte dagegen trotz seines Kreuzzugs innerhalb von zehn Jahren nur viermal ein Schildgeld erhoben, und sein Vater Heinrich II. hatte innerhalb von 35 Jahren nur siebenmal ein Schildgeld von den englischen Baronen erhoben. Dazu erhob Johann nach dem Tod eines seiner Barone von dem Erben teils horrende Gebühren für die Übertragung der Lehen des Verstorbenen. Die Barone befürchteten, dass der König sie ruinieren würde, und das Schicksal seines einstigen Günstlings William de Braose und seiner Familie zeigte ihnen, dass auch die mächtigsten Barone nicht vor der Willkür des Königs sicher waren.

### Revolte der Barone gegen den König

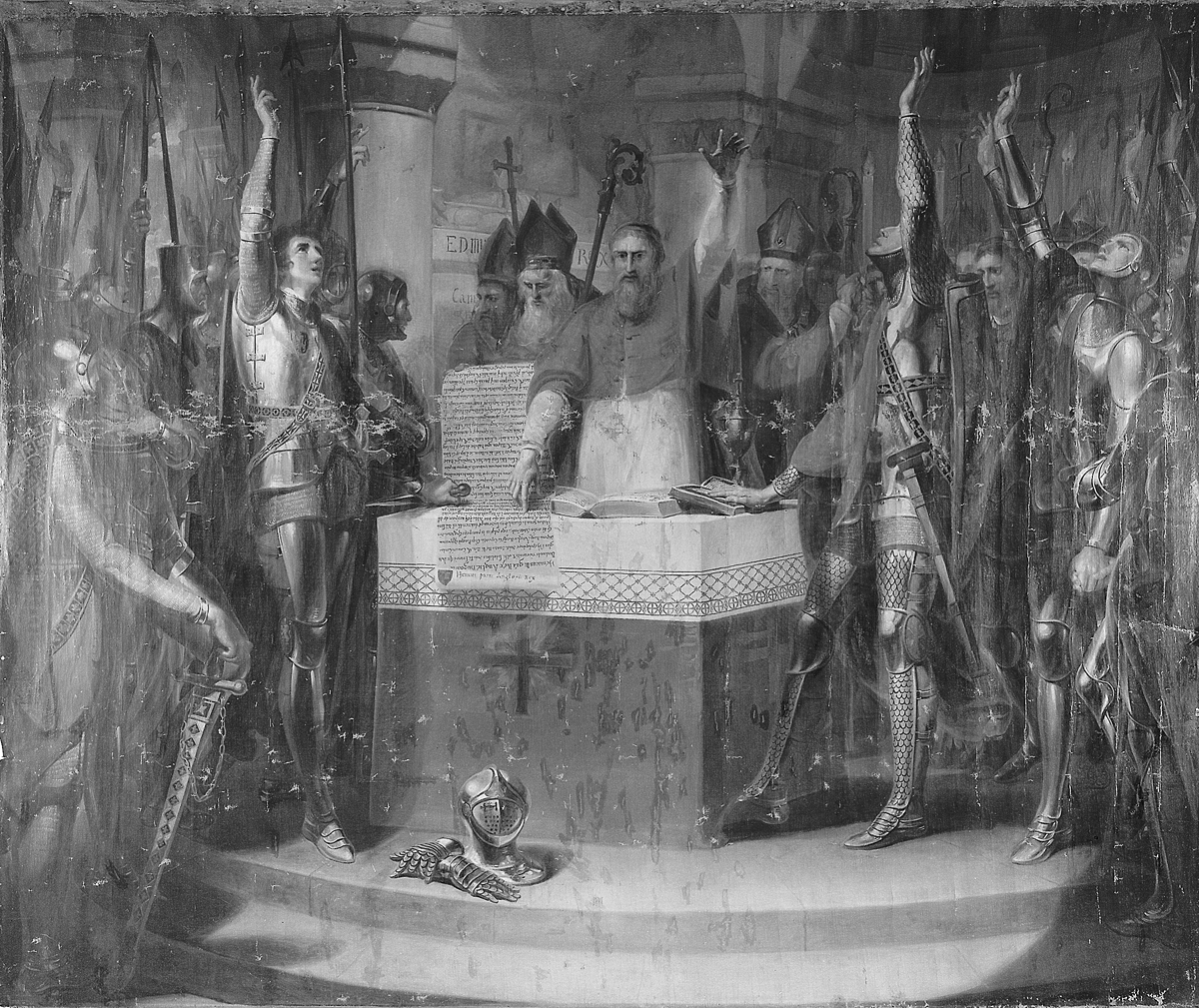
Erzbischof Langton und die Barone in der Abteikirche von Bury St Edmunds. Historisierende Darstellung von William Martin, 1787

Nachdem Johann im Sommer 1213 erneut einen geplanten Feldzug nach Frankreich absagen musste, berief er für den 4. August den großen Rat nach St Albans ein. Der König selbst blieb der Ratsversammlung in der Abteikirche fern, die stattdessen von seinem Justitiar Geoffrey fitz Peter und von Stephen Langton, dem Erzbischof von Canterbury, geleitet wurde. Die Ernennung Langtons zum Erzbischof und zum Primas der Kirche von England durch den Papst hatte zum Bruch zwischen Johann und dem Papst und schließlich zur Exkommunikation des Königs geführt, und Langton war seitdem ein Gegner des Königs. Viele der Ritter und Barone waren erbittert über den König, weil sie die Kosten für einen Feldzug nach Frankreich tragen mussten, der nach ihrer Auffassung ihre Lehenspflicht überstieg, da er außerhalb des Reiches geführt wurde. Während der Ratsversammlung akzeptierte der Justitiar, dass der König Entschädigungszahlungen für begangenes Unrecht leisten müsse. Aus diesem Zugeständnis entstand die Forderung nach einer Anerkennung der Rechte und Privilegien der Barone. Wahrscheinlich wies Langton daraufhin die Barone auf die von König Heinrich I. 1100 erlassene Charter of Liberties hin, die die Feudalmacht des Königs beschränkte, in der Praxis jedoch vom König und seinen Nachfolgern weitgehend nicht befolgt worden war. Auf einer weiteren Ratsversammlung am 25. August in London bestärkte Langton die Barone, die Einhaltung der guten Gesetze von König Heinrich zu fordern, und erinnerte sie daran, dass König Johann bei der Aufhebung seiner Exkommunikation geschworen hatte, dass er ungerechte Gesetze abschaffen und die guten Gesetze von König Eduard erneuern würde. In Anwesenheit des Erzbischofs schworen die Barone darauf, für ihre angestammten Vorrechte zu kämpfen, und der Erzbischof versprach ihnen seine Hilfe.

### Ausweitung der Revolte zum Krieg der Barone
Im Februar 1214 brach Johann erneut zu einem Feldzug nach Frankreich auf, der mit seiner Niederlage in der Schlacht bei Roche-aux-Moines und der entscheidenden Niederlage seiner Verbündeten in der Schlacht bei Bouvines endete. Als er im Oktober 1214 nach England zurückkehrte, wollte er sofort die ausstehenden Schildgelder seiner Barone eintreiben. Die Forderungen des geschlagenen Königs stießen auf erbitterten Widerstand und viele Barone weigerten sich, die verlangten Gelder zu bezahlen. Vermutlich am 20. November, am St.-Edmunds-Tag, traf sich eine Gruppe der unzufriedenen Barone in der Abteikirche von Bury St Edmunds am Grab des Märtyrerkönigs. Sie schworen sich, dass sie sich nicht länger an ihren Lehenseid gebunden fühlten, wenn Johann ihnen weiterhin ihre alten Rechte verweigere. Notfalls würden sie in einem Krieg gegen den König um ihre Rechte kämpfen.

### Bürgerkrieg

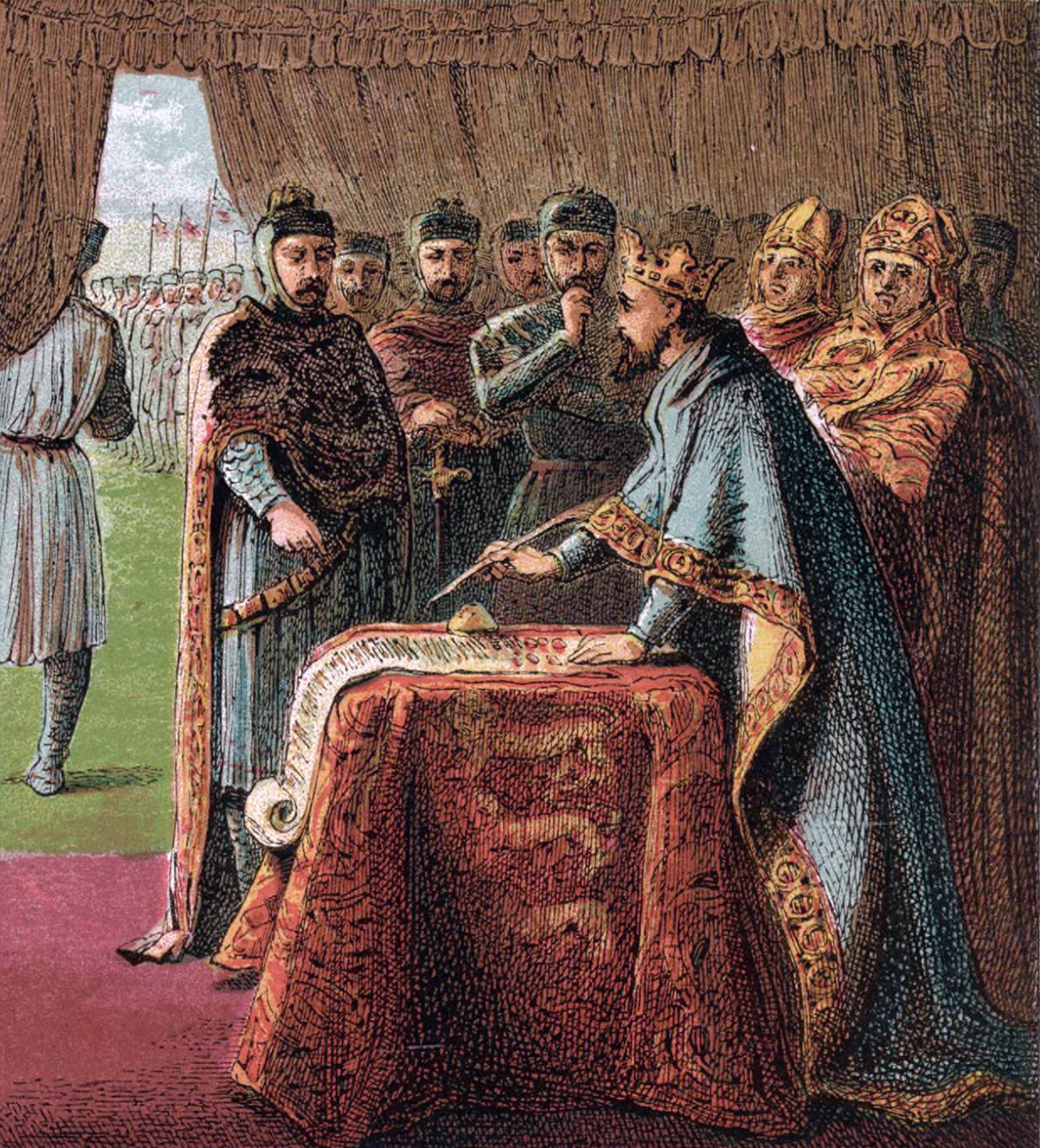
König Johann unterschreibt die Magna Carta. Historisierende Darstellung von 1868

Am 6. Januar 1215 traten die bewaffneten Barone in London vor den König und verlangten die Einhaltung der Gesetze von König Heinrich I. Langton versuchte inzwischen, einen Bürgerkrieg zwischen den Baronen und dem König zu vermeiden. Johann versuchte daraufhin, Zeit zu gewinnen, da er sich nicht sicher war, wie viele der Barone auf seiner Seite und wie viele Barone auf Seiten der Rebellen standen. Um sich die Unterstützung des Klerus zu sichern, machte er diesem am 15. Januar Zugeständnisse und versprach den Baronen, ihnen am 26. April 1215 zu antworten. Nach dem 19. April, in der Osterwoche, versammelten sich daraufhin viele der Barone, geführt von Robert FitzWalter und Eustace de Vesci, in Samford. Johann erkannte den Ernst der Lage und versuchte, die gemäßigten Barone auf seine Seite zu ziehen. Da der König die versprochene Antwort hinausgezögert hatte, wählten die Rebellen FitzWalter zu ihrem Anführer und begannen mit der Belagerung der königlichen Burg von Northampton. Ihre Forderungen an den König schrieben sie in einer 48 Artikel umfassenden Auflistung nieder.
Die Belagerung von Northampton blieb zunächst erfolglos, doch nachdem sich die City of London am 24. Mai den Rebellen angeschlossen hatte, erkannte der König, dass er Zugeständnisse machen musste. Er willigte schließlich ein, die Rebellen am 15. Juni im Bereich von Runnymede am Ufer der Themse zwischen Staines und Windsor zu erwarten. Der genaue Ort des Treffens ist umstritten. Während der Ort oft als eine Wiese am südlichen Ufer des Flusses identifiziert wird, gibt es auch andere Theorien, die als Ort der Beurkundung unter anderen die am nördlichen Ufer gelegene Insel Magna Carta Island sehen, die möglicherweise als zu Runnymede gehörig eingestuft wurde.

### Besiegelung der Magna Carta
Johann erschien mit wenigen Beratern und Freunden, während die Rebellen mit ihrer Armee erschienen. Nach langen Verhandlungen stimmte Johann wahrscheinlich schon am ersten Tag wesentlichen Forderungen der Rebellen zu, dennoch kam es in den folgenden Tagen bis zum 19. Juni noch zu weiteren Verhandlungen um einzelne Punkte. Schließlich erkannte der König die Forderungen der Rebellen, die auf den 15. Juni datiert waren, mit seinem Siegel an.

### Inhalt
Die in Latein verfasste Magna Carta besteht in der englischen Fassung aus 63 Artikeln, die teils sehr unterschiedliche Inhalte haben. Dies zeigt, dass der Text nicht einheitlich entworfen wurde, sondern eine Sammlung von Formulierungen ist. Einzelne Artikel, wie die Artikel 10 und 11, die die Haftung von Bürgen bei Schulden behandeln, widersprechen sich teilweise. Viele der Abschnitte befassen sich mit praktischen Fragen des Lehensrechts, bis hin zum Verbot von Fischreusen in der Themse in Artikel 33. Die Artikel zu den besonders strittigen Fragen des Schildgelds und der Wachpflicht wurden vermutlich von Stephen Langton, dem gelehrten Erzbischof von Canterbury, verfasst oder beeinflusst.
Hinweis: in vielen Übersetzungen ins Deutsche wird die Magna Carta in 79 Artikel unterteilt. Die folgende Übersicht bezieht sich allerdings auf die Unterteilung der englischen Version in 63 Artikel.
- Der erste Artikel bestätigt die Freiheit der Kirche von England.
- Die Artikel 2 bis 16 befassen sich vor allem mit dem Lehnsrecht, vor allem mit der Höhe der Abgaben bei der Lehensübertragung und mit der Vormundschaft bei minderjährigen Erben, Witwen und Waisen. Besondere Bedeutung erlangte der Artikel 14, nach dem der König Schildgeld oder Hilfsgelder außer bei festgelegten Ausnahmen erst nach Zustimmung der Vertreter des Reiches im großen Rat erheben kann, womit die Budgethoheit des Parlaments begründet wurde. Eine der Hauptursachen für die Rebellion der Barone war die Frage, ob die Barone dem König auch in Frankreich, also außerhalb des eigentlichen Reiches, Kriegsdienst leisten müssen. Diese umstrittene Frage wird durch Artikel 16, nach dem der Kriegsdienst nur nach seiner Schuldigkeit zu leisten ist, nicht beantwortet.
- Die Artikel 17 bis 22 sowie Artikel 24 befassen sich mit der Rechtsprechung und mit Geldbußen. Artikel 21 besagt, dass Adlige nur durch Standesgenossen verurteilt werden dürfen. Die Kriminalgerichtsbarkeit wird durch Artikel 24 in die Hände von königlichen Richtern anstelle der Grafschaftsgerichte gelegt. Der Artikel 23 dagegen befasst sich mit der Instandhaltung von Brücken, die in Jagdrevieren des Königs zur Jagd errichtet wurden.
- Der Artikel 25 befasst sich mit der Verwaltung der Grafschaften, Artikel 26 und 27 mit dem Erbrecht. Artikel 28 verbietet die ungerechtfertigte Requirierung durch Burgbesatzung, nach Artikel 29 dürfen die königlichen Beamten keine Geldzahlungen fordern, wenn die Adligen ihren verpflichtenden Wachdienst in den königlichen Burgen selbst ableisten wollen. Artikel 30 verbietet den königlichen Beamten die Beschlagnahmung von Pferden ohne Einwilligung der Besitzer, während Artikel 35 einheitliche Maße und Gewichte vorschreibt.
- Der berühmte Artikel 39 (in späteren Fassungen Artikel 29) begründet das Prozessrecht: „Kein freier Mann soll verhaftet, gefangen gesetzt, seiner Güter beraubt, geächtet, verbannt oder sonst angegriffen werden; noch werden wir ihm anders etwas zufügen, oder ihn ins Gefängnis werfen lassen, als durch das gesetzliche Urteil von Seinesgleichen oder durch das Landesgesetz.“ In den ursprünglichen Entwürfen der Magna Carta wurde dieses Recht nur den Baronen, doch in der endgültigen Fassung allen freien Bürgern zugestanden. Diese Formulierung hatte im 13. Jahrhundert, als ein Großteil der Bevölkerung noch aus Leibeigenen bestand, keine weitreichenden Folgen, doch als in späteren Jahrhunderten die Anzahl der freien Bürger anstieg, wurde dieser Artikel zu einem wichtigen Grundrecht. Allerdings waren die Gesetze, auf die sich der Artikel beruft, zu weiten Teilen noch nicht genau festgelegt.
- Artikel 40, demzufolge der König Recht oder Gerechtigkeit nicht verkaufen, nicht verweigern oder verzögern darf, bezieht sich auf die Gebühren für Urkunden und Gerichtsverfahren.
- Artikel 41 schützt ausländische Kaufleute und Artikel 42 garantiert Reisefreiheit.
- Die Artikel 44, 47, 48 und 53 regeln die königliche Forsthoheit.
- Nach Artikel 45 darf der König nur noch solche  Beamte ernennen, die der Landesgesetze kundig sind. Artikel 50 geht noch weiter und verlangt die Entlassung einer Reihe von namentlich genannten Beamten und Vertrauten des Königs wie den Verwandten von Gerard d’Athée, Engelard de Cigogné und anderen, die aus den Besitzungen des Königs in Frankreich stammten. Nach Artikel 51 sollte der König die ausländischen Söldner, derer er sich in seinen Kriegen bediente, entlassen.
- Nach Artikel 55 muss der König zu Unrecht auferlegte Geldbußen erlassen.
- Artikel 56, 57 und 58 betreffen die walisischen Fürsten unter Llywelyn ab Iorwerth, die die Rebellion der Barone unterstützt hatten,
- während Artikel 59 den schottischen König Alexander II. betrifft, der ebenfalls mit den rebellierenden Baronen verbündet war.
- Zur Kontrolle der Einhaltung der Magna Carta wird ein Komitee von 25 Baronen bestimmt, deren Befugnisse in Artikel 61 verbrieft wurden.[23]

### Das Komitee der 25 Barone
Gemäß Artikel 61 wurde nach der Anerkennung der Magna Carta durch den König ein Komitee gebildet, das mit der Umsetzung der Bestimmungen der Urkunde betraut wurde. Vorbild für dieses 25-köpfige Gremium war die damals noch beschränkte Selbstverwaltung der City of London, die auf Seiten der Rebellen stand und von 25 Aldermen geleitet wurde. Die Mitglieder des Komitees wurden von den versammelten Baronen gewählt, wobei die Mitglieder durch Matthew Paris bekannt sind. Einzelheiten über den Wahlvorgang sind nicht überliefert worden, doch neuere Untersuchungen zeigen, dass dem Komitee ausnahmslos erklärte Gegner des Königs angehörten, die in der vordersten Front der Opposition gegen dessen tyrannische Herrschaft standen. Weder William Marshal, Hubert de Burgh noch andere gemäßigte Anhänger des Königs gehörten dem Komitee an, wohl aber William Hardel, der Mayor of London.
Das Komitee sollte neben der Einhaltung und der Umsetzung der Bestimmungen der Magna Carta auch den Frieden im Reich wahren, weshalb die Mitglieder allesamt mächtige Barone mit entsprechenden militärischen Möglichkeiten waren. Dies erklärt auch, warum dem Komitee keine Geistlichen wie Erzbischof Langton angehörten. Sollte ein Beamter oder der König selbst gegen eine Bestimmung verstoßen, so sollte es einem der Mitglieder des Komitees gemeldet werden. Wenn der Verstoß nicht innerhalb von 40 Tagen ausgeglichen wurde, so waren die 25 Barone zusammen mit den anderen Baronen berechtigt, königliche Besitzungen und Burgen zu besetzen und gegen den König militärisch vorzugehen. Diese Bestimmung verlangte vom König, dass er eine bewaffnete Opposition akzeptierte.
Folgende 25 Barone gehörten dem Komitee an:
- William d’Aubigné, Lord of Belvoir
- Roger Bigod, 2. Earl of Norfolk
- Hugh Bigod, der spätere 3. Earl of Norfolk
- Henry de Bohun, 1. Earl of Hereford
- Richard de Clare, 3. Earl of Hertford
- Gilbert de Clare, der spätere 4. Earl of Hertford
- John FitzRobert, Lord of Warkworth Castle
- Robert FitzWalter, Lord of Dunmow Castle
- William de Forz
- William Hardel, Mayor von London
- William de Huntingfield
- John de Lacy, 1. Earl of Lincoln
- William de Lanvallei, Lord of Standway Castle
- William Malet, Sheriff von Somerset und Dorset
- Geoffrey de Mandeville, 2. Earl of Essex
- William Marshal, späterer 2. Earl of Pembroke
- Roger de Montbegon, Lord of Hornby Castle
- Richard de Montfichet
- William de Mowbray, Lord of Axholme Castle
- Richard de Percy
- Saer de Quincy, 1. Earl of Winchester
- Robert de Ros, Lord of Hamlake Castle
- Geoffrey de Say
- Robert de Vere, späterer Earl of Oxford
- Eustace de Vesci, Lord of Alnwick Castle

Auch wenn die Arbeit des Komitees durch den im Herbst beginnenden Bürgerkrieg zwischen den Rebellen und dem König scheiterte, war die Bildung des Gremiums ein wichtiger Versuch, die Macht des Königs einzuschränken und zu kontrollieren. Sie diente mit als Vorbild für die Reformbemühungen der englischen Barone von 1258, die erneut zum Bürgerkrieg führten.

### Folgen
Der durch die Anerkennung der Magna Carta erreichte Frieden war nur von kurzer Dauer. Weder der König noch die rebellischen Barone hatten wohl je die Absicht, die Magna Carta dauerhaft anzuerkennen. Der König wandte sich an seinen Oberlehnsherrn Papst Innozenz III., der die Magna Carta am 24. August 1215 für nichtig erklärte und jedem, der sie befolgte, die Exkommunikation in Aussicht stellte.
Die rebellischen Barone hatten ihrerseits ihr Heer noch nicht aufgelöst, und bereits im September kam es erneut zum Bürgerkrieg. Während des Krieges bot eine Gruppe der Barone dem französischen Prinzen Ludwig die englische Krone an, der daraufhin mit einer Armee in England landete. Nach wechselhaftem Kriegsverlauf starb König Johann im Oktober 1216. Der Earl Marshal William Marshal und Peter des Roches, Bischof von Winchester ließen Johanns Sohn Heinrich zum neuen König krönen, und Marshal als Regent erkannte eine leicht revidierte Fassung der Magna Carta an. Nach Johanns Tod und der erneuten Anerkennung der Magna Carta hatte die Mehrheit der Barone keinen Grund zur weiteren Rebellion und schloss sich daraufhin dem jungen Heinrich an. Nach mehreren Niederlagen musste der französische Prinz Ludwig im September 1217 England verlassen. Nach dem Friedensschluss bestätigte Marshal die Magna Carta am 6. November 1217 erneut, wobei die Regelungen der königlichen Forste in eine eigene Forstcarta ausgegliedert wurden. Ab diesem Zeitpunkt erhielt die Carta ihren Namen Magna Carta zur Unterscheidung von der Forstcarta.
Durch diese Gesetze der Magna Carta waren die alten Rechte von Heinrich I. und die Gesetze von König Eduard hinfällig.

## Die endgültige Fassung der Magna Carta von 1225
Im Dezember 1224 baten die Regenten den großen Rat um eine Steuer auf den 15. Teil der beweglichen Habe zur Deckung der Verwaltungskosten. Der große Rat schuf einen Präzedenzfall, er bewilligte die Steuer erst nach Anerkennung der Magna Carta am 11. Februar 1225 durch den nun volljährigen König Heinrich III. Wie schon bei den Fassungen von 1216 und 1217 enthielt diese Version nicht den Artikel, nach dem ein Komitee der Barone die Einhaltung der Carta überwachen sollte, da dies den Baronen quasi die Rebellion erlaubt hätte. Die Magna Carta in der Fassung von 1225 blieb fortan unverändert. Anstelle eines Komitees der Barone übernahm die Kirche die Sanktionierung von Verstößen gegen die Bestimmungen der Magna Carta, denn Erzbischof Langton drohte jedem, ob König, Beamten oder Baron, bei Missachtung der Magna Carta die Exkommunikation an. Heinrich III. bestätigte im Lauf seiner langen Regierung mehrmals noch diese Fassung der Magna Carta, und die Erzbischöfe von Canterbury erneuerten jeweils die Androhung der Exkommunikation.
Dies führte zur endgültigen Akzeptanz der Magna Carta, und gegen Ende der Herrschaft Heinrichs III. war eine Missachtung der Magna Carta durch den König fast undenkbar geworden. Unter Heinrich III. kam es noch zu weiteren Machtkämpfen zwischen dem König und den Baronen, die zum Zweiten Krieg der Barone und 1264 unter Simon de Montfort zur Bildung des ersten direkt gewählten Parlaments führten. Die Gültigkeit der Magna Carta stand dabei jedoch außer Zweifel.

## Bedeutung in späteren Jahrhunderten

### Vor dem englischen Bürgerkrieg

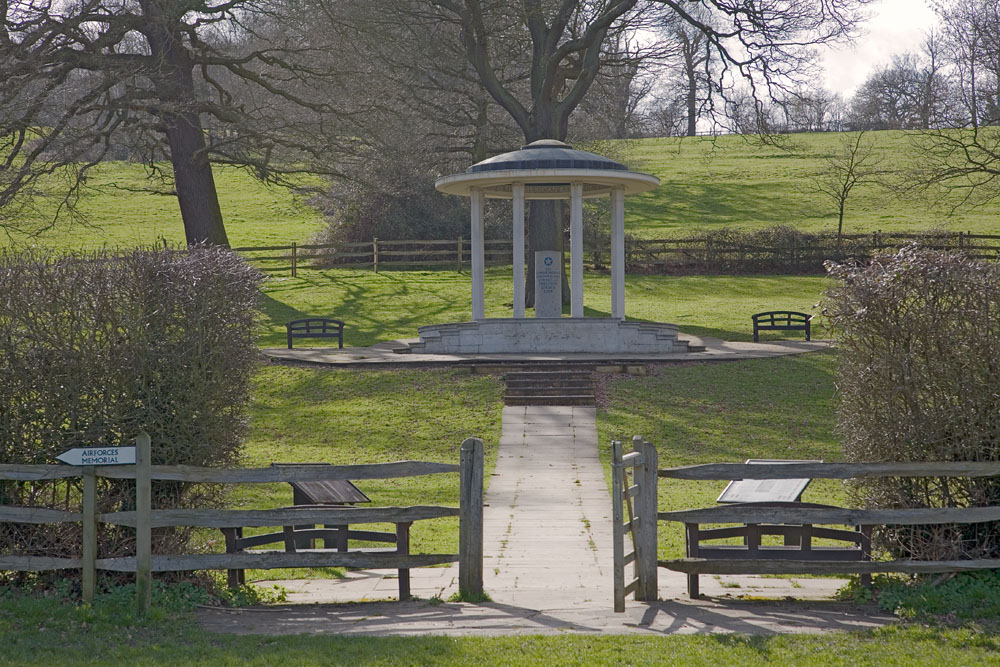
American Bar Association memorial im englischen Runnymede

Ab dem 14. Jahrhundert hatte die Magna Carta eine geringere Bedeutung. Als es im 17. Jahrhundert aufgrund des Absolutismus der Stuart-Könige zu revolutionären Auseinandersetzungen zwischen Krone und Parlament kam, wurde sie vor allem durch den Anwalt Sir Edward Coke als Dokument englischer Freiheitsrechte umgedeutet und gilt seither als das wichtigste englische Staatsgrundgesetz. Coke war ursprünglich Chief Justice von Jakob I. Er benutzte die Magna Carta, um die Gegner des Königs nicht als Revolutionäre, sondern als Bewahrer der Traditionen darzustellen. Einige seiner Behauptungen, wie dass die Magna Carta von einem Parlament beschlossen worden sei, sind definitiv falsch, aber seine Auslegung von Artikel 39/29 begründete die Begrenzung der Macht des Königs. Er benutzte die Magna Carta als Basis der Petition of Right, deren Unterzeichnung das Parlament von Karl I. forderte.

### Bedeutung für die USA
Nach der Glorious Revolution schwand das Interesse an der Magna Carta in England erneut. Bedeutung erlangte sie in Nordamerika. Coke hatte auch die erste Charta der Virginia Company verfasst, die den Kolonisten ihre Rechte garantierte. William Penn veröffentlichte die Magna Carta erstmals in Amerika in dem Buch The Excellent Privilege of Liberty and Property Being the Birth-Right of the Free-born Subjects of England. Die rebellischen Kolonisten zitierten die Magna Carta gegen das britische Parlament wie die Parlamentsanhänger gegen den König zu Beginn des englischen Bürgerkriegs im 17. Jahrhundert und lehnten die Stempelsteuer als Verstoß gegen die Magna Carta ab. Massachusetts gab sich 1775 ein Siegel, in dem ein Siedler in einer Hand ein Schwert, in der anderen die Magna Carta hält. Cokes Schriften zur Magna Carta beeinflussten schließlich die Gründer der USA, vor allem Thomas Jefferson und James Madison und durch sie die Verfassung der Vereinigten Staaten. Vor allem der Artikel 5 der amerikanischen Bill of Rights ist von der Magna Carta beeinflusst.
1957 errichtete die American Bar Association in Runnymede ein Denkmal, um die Bedeutung der Magna Carta für das amerikanische Recht und die Verfassung herauszustellen. Bis heute hat die Magna Carta als eine der Grundlagen der amerikanischen Verfassung auch in der amerikanischen Öffentlichkeit eine hohe Bedeutung.

### Bedeutung heute
Die Magna Carta ist immer noch Grundlage des Rule of law, des Rechts und der Bildung des Parlaments in Großbritannien. Allerdings sind die meisten ursprünglichen Artikel durch sogenannte Statute Law Revision Acts (Gesetze zur Revision des gesetzten Rechts) im Laufe der Zeit abgeschafft und durch neue Gesetze ersetzt worden, so dass die Magna Carta größtenteils nur noch historische und symbolische Bedeutung hat.

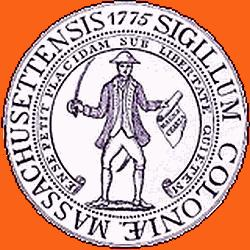
Siegel von Massachusetts von 1775

Drei Artikel (vier nach der Zählung von 1215) sind jedoch weiterhin Teil des Rechts in England und Wales:
Artikel 1

„I. FIRST, We have granted to God, and by this our present Charter have confirmed, for Us and our Heirs for ever, that the Church of England shall be free, and shall have all her whole Rights and Liberties inviolable. We have granted also, and given to all the Freemen of our Realm, for Us and our Heirs for ever, these Liberties under-written, to have and to hold to them and their Heirs, of Us and our Heirs for ever.“

„ZUERST haben Wir Gott gegeben, und durch diese Charta haben wir für uns und unsere Erben auf ewig bestätigt, dass die Kirche von England frei sein wird und alle ihre Rechte und Freiheiten unverletzlich haben wird. Wir haben auch allen Freimännern unseres Reiches, uns und unseren Erben auf ewig diese Freiheiten zugestanden, um sie und ihre Erben, von Uns und unseren Erben für immer zu haben und zu halten.“

Artikel 9

„IX. THE City of London shall have all the old Liberties and Customs which it hath been used to have. Moreover We will and grant, that all other Cities, Boroughs, Towns, and the Barons of the Five Ports, and all other Ports, shall have all their Liberties and free Customs.“

„Die City of London soll ihre alten Freiheiten und Zölle haben, die sie bereits hat. Außerdem werden Wir gewähren, daß alle anderen Städte, Bezirke, Ort und die Freiherren der Cinque Ports und alle anderen Häfen ihre Freiheiten und Zölle haben werden.“

Artikel 29

„XXIX. NO Freeman shall be taken or imprisoned, or be disseised of his Freehold, or Liberties, or free Customs, or be outlawed, or exiled, or any other wise destroyed; nor will We not pass upon him, nor condemn him, but by lawful judgment of his Peers, or by the Law of the Land. We will sell to no man, we will not deny or defer to any man either Justice or Right.“

„Kein freier Mann darf entführt oder inhaftiert werden oder seines Eigentums oder seiner Regeln oder seiner Gewohnheiten enteignet, geächtet oder ins Exil verbannt oder sonstwie vernichtet werden; noch werden Wir ihn nicht weitergeben oder ihn verurteilen, außer durch rechtmäßiges Urteil der Seinesgleichen oder durch das Gesetz des Landes. Wir werden an niemanden das Recht oder die Gerechtigkeit verkaufen, verleugnen oder verhindern.“

Die Magna Carta, die weithin als eines der wichtigsten rechtlichen Dokumente bei der Entwicklung der modernen Demokratie angesehen wird, war ein entscheidender Wendepunkt in der Bemühung, Freiheit zu etablieren. Die Allgemeine Erklärung der Menschenrechte der Vereinten Nationen 1948 wird in Anlehnung an die Bedeutung des mittelalterlichen Dokuments auch als Magna Carta für die ganze Menschheit bezeichnet. Auch Artikel 6 der Europäischen Menschenrechtskonvention lässt sich auf die Magna Carta zurückführen.

## Erhaltene Exemplare
Damit die Ergebnisse der Verhandlungen von Runnymede unverzüglich in ganz England verbreitet werden konnten, wurden im Juni 1215 bis zu dreizehn Ausfertigungen der Urkunde ausgestellt. Die Dokumente unterschieden sich dabei in ihrer Größe und Form sowie durch fehlerhafte Abschreibungen teilweise sogar im Wortlaut. Vier Exemplare sind bis heute erhalten. Zwei davon sind im Besitz der British Library, und jeweils eines befindet sich in Lincoln Castle in Lincoln und in der Kathedrale von Salisbury. Letzteres ist am besten erhalten und weist im Gegensatz zu den anderen kaum Abnutzungsspuren auf.
Eine von König Eduard I. veranlasste Kopie des Textes aus dem Jahr 1297 wurde vom Auktionshaus Sotheby’s am 18. Dezember 2007 für 21 Millionen US-Dollar versteigert. Das Dokument erwarb der US-Anwalt David Rubenstein, früher Berater des ehemaligen Präsidenten Jimmy Carter. Es ist die einzige in Privatbesitz befindliche Fassung der Magna Carta.
Im Jahr 2025 entdeckten zwei Mediävisten eine Kopie der Magna Carta aus der Zeit Eduards I. (um 1300) in der Bibliothek der Harvard Law School. Das Dokument war im Jahr 1946 für 27,50 US$ (heutiger Gegenwert etwa 450 US$) von der Bibliothek erworben worden. Im damaligen Auktionskatalog war es als „Magna Carta […] Kopie aus dem Jahr 1327 […] etwas berieben und feuchtfleckig“ aus dem Besitz des ehemaligen britischen Air Vice Marshal der Royal Air Force F. H. Maynard beschrieben worden. Seit dem Erwerb lagerte es in den Archiven und war vergessen worden. Das neu identifizierte Dokument war zum Zeitpunkt der Entdeckung eine von 24 bekannten noch existierenden späteren Ausgaben der Magna Carta.